# Uwe Warnke
Uwe Warnke (* 1956 in Wittenberge) ist ein deutscher Schriftsteller, Kurator und Verleger. Er gibt die Literaturzeitschrift Entwerter/Oder heraus.

## Leben
Warnke ist in Schwerin aufgewachsen. Er absolvierte eine Kartografenlehre und später ein Studium der Kartografie an der TU Dresden.
1982 ging er über Potsdam nach Ost-Berlin und gründete hier mit Siegmar Körner die bis Ende 1989 inoffiziell erscheinende originalgrafische Samisdat-Untergrundzeitschrift Entwerter/Oder, die er bis heute herausgibt: Es erschienen 101 reguläre Ausgaben und 28 Sonderausgaben.
Als Autor verfasste Warnke in den 1980er Jahren u. a. Beiträge für die inoffiziellen Zeitschriften UND, U.S.W., A3, Common Sense sowie Die Spinne und engagierte sich für Visuelle Poesie.
1990 gründete er den Produzentenverlag. Es folgte eine einjährige Zusammenarbeit mit Erich Maas. Warnke gibt im Uwe Warnke Verlag Künstlerbücher, Editionen und Malerbücher heraus. Er war Teilnehmer der Ersten Alternativen Buchmesse Leipzig 1990. Für seine verlegerische Arbeit in den 1980er Jahren erhielt er 1991 in Mainz den Victor Otto Stomps-Preis. Hervorzuheben ist seine Zusammenarbeit mit Ottfried Zielke (1936–2016).
Warnke ist seit den 1990er Jahren auch als Ausstellungsmacher für Visuelle Poesie und Künstlerbücher tätig.
Von 2003 bis 2015 unterhielt er mit Ralf B. Korte und Detlef Holland-Moritz den Literatursalon TextTotal, der zeitgenössische Poesieverständnisse auf kritische und außergewöhnliche Art analysierte.
Er ist Mitglied der Gruppe deutscher Buchkünstler 13+, die seit 2000 in Berlin, Paris, Tokyo, San Francisco, Tallinn ausstellte. Zudem gehört er der Schriftstellervereinigung PEN-Zentrum Deutschland an. Warnke ist Ausstellungsmacher (gemeinsam mit Ingeborg Quaas und Thomas Günther (1952–2018)) der Ausstellung poesie des untergrunds, die 2009 in Berlin und weiteren Städten gezeigt wurde (Ausstellungsreise über Rheinsberg, Jena, Greifswald, New York, Neustrelitz, Berlin, Basel, Thessaloniki).
2012 war Warnke dann Co-Kurator (gemeinsam mit Ulrich Domröse, T.O. Immisch, Gabriele Muschter) der Ausstellung Geschlossene Gesellschaft. Künstlerische Fotografie in der DDR 1949 bis 1989. an der Berlinischen Galerie. 2018 realisierte Warnke gemeinsam mit Gabriele Muschter die Ausstellung In einem anderen Land. Transformationsprozesse an Beispielen zeitgenössischer Fotografie in Deutschland.  im Haus am Kleistpark, Berlin, im Kultur Forum Dresden riesa efau und der Kunsthalle Erfurt. Gleichzeitig kuratierte Warnke 2018 in Zusammenarbeit mit Gabriele Muschter und T.O. Immisch im Kunstmuseum Moritzburg Halle die Fotografieausstellung Ins Offene. Fotokunst im Osten Deutschlands seit 1990. 2019 kuratierte er gemeinsam mit Gabriele Muschter die Ausstellung Von Menschen und Mauern. 30 Jahre nach dem Fall der Berliner Mauer im Schloss Biesdorf bei Berlin. Auf Einladung des Hauses am Kleistpark kuratierten sie 2020 die Fotografieausstellung Diversität der Moderne. 100 Jahre Groß-Berlin. 2023 lud ihn der Freundeskreis Willy-Brandt-Haus e. V. ein, aus dem Nachlass des Fotografen Uwe Steinberg (1942–1983) eine Ausstellung zu kuratieren: Uwe Steinberg - Werkstatt, im Willy-Brandt-Haus, Berlin.
Im Jahr 2014 begannen Warnke und Gabriele Muschter ein umfangreiches filmisches Interviewprojekt unter dem Titel Transformationsprozesse in der zeitgenössischen bildenden Kunst in Deutschland. Sie befragten dazu Künstler und Kunstvermittler. Es umfasst 93 Interviews.
2017 wurde Warnke die Gewerbeerlaubnis als Auktionator erteilt. Für Altenburg Photographie Auktionen leitet er seitdem zweimal im Jahr die Auktionen.
Im Jahr 2020 begann eine Zusammenarbeit mit Ulli Blobel und der jazzwerkstatt in Form von Gesprächsreihen, Interviews und Texten. 2021 riefen Gabriele Muschter, Herbert Schirmer und Warnke die 1. Lausitzer Fototage ins Leben. Sie fanden mit einer Open-Air-Ausstellung und einem Symposion in Lieberose statt.
Seit 2021 ist Warnke Stiftungsratsvorsitzender der Kulturstiftung Haus Europa. Er lebt in Berlin.

## Publikationen (Auswahl)
- serielle texte, Berlin 1989
- Buchstabensuppe, Auflagenobjekt, Berlin 1990
- Found Poetry 1987-91, Berlin 1991
- ferse, experimentelle texte nr. 30, Siegen 1992
- Found Poetry 01.01.92 - 31.12.92,  2 Bände, Berlin 1992
- OSTRAUM und Der Große Duden,  interWall Nr. 6,  mit Texten von Hartmut Andryczuk und Dieter Kuhlmann, studio im hochhaus, Berlin 1996
- das nicht, Postkartenedition von KARTE´ll, Hrsg. Joseph W. Huber, Berlin 1996
- Übung vierhändig. Sechs Texte von Uwe Warnke, Berlin 1996
- Schmerztagebuch. Fundstück, Berlin 1996
- text,  Hrsg. Cesar Figueiredo, Edition  Xtia 69···28 /The Last 69, Porto/P 1998
- maps, mandalas and short letters, Hrsg.: Cesar Figueiredo, Worm productions, Porto/P 1999
- Ein Ossi in Paris  In der Fremde, Hrsg. von Hartmut Andryczuk, Berlin 2001
- Pariser Tagebuch. Einmal Paris und dann sterben, Hrsg. von Hartmut Andryczuk, Hybriden-Verlag, Berlin 2002
- 17. Juni 1956, Textcollage von Uwe Warnke und Zeichnungen Cornelia Groß, Berlin 2003
- Erfahrungen mit der Buchkunst vor und nach 1989, Sabine Golde und Uwe Warnke, Dialog. Hrsg. Klingspor Museum, Offenbach 2009

Mit John Gerard (Auswahl)
- Numeralien, Text Uwe Warnke, Berlin 1991
- EIN ZEHN,  Text Uwe Warnke, Berlin 1992
- irgend, Text Uwe Warnke, Rheinbach 1997
- wir, Text Uwe Warnke, Rheinbach 1997
- Wieso ich keine Aussage mache? ganz zu schweigen, Text Uwe Warnke, Rheinbach 2002
- nichts um nichts, Text Uwe Warnke, Rheinbach 2004
- so oder anders, Text Uwe Warnke, Rheinbach 2004
- Halbe Sachen,  Text Uwe Warnke, Rheinbach 2011
- ... und ..., Text Uwe Warnke, Rheinbach 2011
- schließlich ist es,  Text Uwe Warnke, Rheinbach 2013
- Wer sagt da hanebüchen, Text Uwe Warnke, Rheinbach 2017
- Unsere Papiere - Bitte!, Berlin/Rheinbach 2017

Mit Ottfried Zielke (Auswahl)
- Visuelle Poesie.  Texte Uwe Warnke, Berlin 1993
- Serielle Texte. Texte Uwe Warnke, Berlin 1994
- Serielle Texte Visuelle Poesie, 81te Veröffentlichung der Edition Mariannenpresse, Berlin 1995
- DAS OSTBUCH und DAS WESTBUCH. Nach zwei Texten von Uwe Warnke, Berlin 1995
- unterwegs, Texte von Uwe Warnke, Berlin 1996
- Hundesache. Die Lust der Straße. Text Uwe Warnke, Berlin 1997
- konsum = k. zu lande, zu wasser und in der luft, Text Uwe Warnke, Schiffmühle/Berlin 2002
- Mit Mozart durch die Woche, Papier John Gerard, Rheinbach und Berlin 2003
- „Tagesthemen“, Berlin 2006
- Konsum, Text Uwe Warnke, Gabow 2007
- Vom Ende der Utopie, Text Uwe Warnke, Redfox-Press, Irland 2014

Mit Uta Schneider
- Das Fall, Berlin/Offenbach 1992
- Liegend / Im Fall, Text Uwe Warnke, Offenbach 1996

Mit Wolfgang Henne
- NEUE DEUTSCHE BODENSATZBIBLIOTHEK „VOLLENDETE VERGANGEHEIT“ mit einem Text von Uwe Warnke, Band 21(38), Leipzig 1995
- neue deutsche bodensatzbibliothek, mit texten von uwe warnke, Band 23(40), Leipzig 1995

Weitere Zusammenarbeiten
- Guillermo Deisler, FOUND POETRY, Berlin/Halle 1992
- Valeri Scherstjanoi, Partitur A / von a bis z., Hrsg. Museen der Stadt Salzwedel, Berlin 1993
- Veronika Schäpers, Haushaltsauflösung II, Text Uwe Warnke, Halle 1996
- Frauke Otto, SIEBEN, Text von Uwe Warnke, Halle 1996
- Karin Innerling, VERSCHACHTELUNG, Text Uwe Warnke, Aachen 1996
- Harald Weller, source unknown,  Berlin 1999
- konsum = k, Grafik: Cornelia Groß/Ottfried Zielke, Text Uwe Warnke, Berlin 2002
- Cornelia Groß, Heute zur Beute, Berlin 2004
- Cornelia Groß / Ottfried Zielke / Uwe Warnke / Volker Braun, Obdachlos / Lenin on Tour,  Berlin 2006
- Wolfram Burda / Peter Zitzmann / Johannes Häfner / Oskar Bernhard, Texte Uwe Warnke, Nürnberger Handpressentreffen, Nürnberg 2012
- Hyewon Hang, Liegend im Fall, Text Uwe Warnke, Halle 2017

## Herausgeberschaft
- ENTWERTER/ODER, original-grafische Künstlerzeitschrift, Berlin 1982, existiert bis heute
- Visuelle Poesie in, aus der DDR: eine Anthologie, Univ.-Gesamthochschule Siegen, Siegen 1990
- VISUELLE POESIE, Katalog, Kunsthalle Kühlungsborn, Kühlungsborn 1993
- VISUELLE POESIE, Katalog, Kurt Tucholsky Gedenkstätte, Rheinsberg 1997
- Die Addition der Differenzen, gemeinsam mit Ingeborg Quaas, Verbrecher Verlag, Berlin 2009
- In einem anderen Land. Transformationsprozesse an Beispielen zeitgenössischer Fotografie in Deutschland, gemeinsam mit Gabriele Muschter, Berlin 2018
- Von Menschen und Mauern. 30 Jahre nach dem Fall der Berliner Mauer, gemeinsam mit Gabriele Muschter, Berlin 2019
- Diversität der Moderne - 100 Jahre Groß - Berlin, gemeinsam mit Gabriele Muschter, Berlin 2020

## Katalog
uwe warnke. wortgang, Hrsg. Erik Stephan, Museum Schloss Burgk 1996

## Preise
- 1991 Victor Otto Stomps-Preis